# Устричний соус
Устричний соус (кит.: 蠔油) — соус з китайської кухні. Інша назва «устрична олія». Застосовується також у в'єтнамській, японській, корейській, тайській, камбоджійській кухнях. Має досить густу, в'язку консистенцію і темно-коричневий колір. У ньому міститься багато амінокислот, необхідних для організму людини, і вітаміни В, РР, С. Але його не рекомендовано особам, хто страждає на цукровий діабет, ожиріння, алергію на морепродукти, має захворювання шлунково-кишкового тракту.

## Історія
Було винайдено випадково в часи династії Цін Лі Кум Шеуном в Наншуі (міський округ Чжухай, провінція Гуандун) в 1888 році. Лі володів чайним столиком, з якого продавав свіжі устриці та страви з них. Одного разу він готував устричний суп, про який забув. Коли кинувся до плити, Лі Кум Шеун виявив, що в результаті тривалого приготування устриць утворюється дуже ароматний і досить густий відвар, який після відповідної дозаправки стає смачним доповненням до інших страв. Після цього став окремо продавати цю устричну приправу. Кілька років по тому Лі заснував компанію «Лі Кум Кі», устричний соус став її фірмовим продуктом. У наступні десятиліття продукт придбав величезну популярність в Китаї, Азії та за її межами. Сьогодні продовольчий концерн Lee Kum Kee International Holdings, головний офіс якого знаходиться в Гонконгу, пропонує близько 200 різних добавок до страв, які продаються в 100 країнах по всьому світу.
У британській і французькій кулінарії XIX століття під «устричним соусом» мався на увазі бешамель, приправлений устрицями.

## Приготування
Базою для устричного соусу є екстракт устриць, що довго відварюють. Це надає соусу смак, відповідну щільність і характерний темно-коричневий колір. Екстракт повинен становити 30 % соусу. Роль загущувача виконує кукурудзяний крохмаль або пшеничне борошно. У складі інколи застосовується соєвий соус або пасту з сої, приготовлену з соєвих бобів, пшеничного борошна і солі. За смаком він більше нагадує солодко-солоний, насичений яловичий бульйон.

### Рецепт
Ретельно вимити свіжі устриці в проточній воді і обов'язково поскоблити щіткою, щоб видалити мулисті відкладення. Устриці необхідно відварити протягом 10 хвилин в панцирі. Це допоможе виявити неякісні екземпляри: якщо черепашка за цей час не розкрилася, устриця в ній вже мертва і нею можна отруїтися. Вийняти з бульйону, коли раковини розкриються, і дрібно порізати. Після цього додати крохмаль, трохи рідини з вівареного бульйону й варити, поки не випариться 30 %. Після цього додати спеції (імбир, цибулю, часник) і цукор. Процідити, перебити в однорідну масу. Потім відварити на повільному вогні, поки соус не набуде густої консистенції.
Перед тим як перелити устричний соус в пляшку, його необхідно процідити. Причому робити це потрібно до того, як соус загусне. В результаті попередньої теплової обробки соус встигне просякнути ароматами спецій, тому тримати їх в ньому довго необов'язково.

## Використання
Устричний соус може бути самостійним соусом, а може стати і додатковим інгредієнтом для інших соусів. Так, нерідко його додають в соуси «Цезар», бешамель та інші.
Зазвичай додається наприкінці приготування, слід зберігати міру, особливо якщо раніше страву вже було підсолено. Підкреслює смак варених м'ясних, рибних, а також вегетаріанських страв. При цьому частіше до м'яса, ніж до риби. Устричний соус може бути використаний в якості приправи для салатів. Відмінно зарекомендував себе в маринадах для м'яса, особливо в поєднанні з соєвим соусом і олією, а також з тофу.
Підсилює смак страв стир-фрай, смажених на сильно розігрітій олії (кунжутній або арахісовій), зі свининою, птицею, рибою або морепродуктами (особливо з креветками) та овочами (редискою, білим цибулею, морквою або пагонами бамбука). Устричний соус відмінно поєднується з приправами: обсмаженими на пательні насінням кунжуту, імбиром, коріандром, лимонною травою або калганом.
Кілька крапель цього екстракту можна додати до юшки з морепродуктів. останні спочатку маринують в устричному соусі, потім обсмажують з цибулею і морквою, заливають бульйоном, варять на слабкому вогні. Наприкінці додають кокосове молоко, подрібнені кубиками помідори і дрібно нарізаний коріандр. Завдяки устричному соусу суп отримує насиченість.